# Traci Lords
Traci Lords, alias Traci Elizabeth Lords en Tracy Lords, geboren als Nora Louise Kuzma (Steubenville, 7 mei 1968), is een Amerikaanse actrice en zangeres. Ze verkreeg in eerste instantie bekendheid met optredens als minderjarige in pornofilms en Penthouse (ze was vijftien jaar oud in haar eerste film). Later werd ze een televisie- en film-actrice.

## Biografie
Nora Louise Kuzma werd geboren in Steubenville (Ohio) bij haar vader Louis Kuzma (van Oekraïense afkomst) en haar enigszins geestelijk labiele moeder Patricia Kuzma. Er wordt gezegd dat haar artiestennaam een eerbetoon is aan Katharine Hepburns rol als Tracy Lord in The Philadelphia Story of afkomstig is van de voornaam van haar beste schoolvriendin Traci en haar achternaam van haar favoriete acteur van Hawaii Five-O, Jack Lord, is.
Op haar twaalfde verhuisde ze met haar moeder en drie zussen naar Lawndale (Californië), weg van haar aan alcohol verslaafde vader. In 1983 begon ze aan de Redondo High School, had een abortus waar ze zelf voor betaalde, kreeg een zenuwinzinking en liep van huis weg. Terwijl ze bij haar moeders ex-vriend leefde, die als haar stiefvader figureerde, gebruikte ze een geboortecertificaat van een vriend om een vals identiteitsbewijs te verkrijgen waar ze tweeëntwintig op was en verkreeg op deze manier toegang tot de porno-industrie op vijftienjarige leeftijd (de Amerikaanse wet staat actieve porno toe vanaf 18 jaar). Traci begon in de pornowereld bij Jim South bij "the World Modeling Agency" in Sherman Oaks, met de aangenomen naam: Kristie Elizabeth Nussman.

### Minderjarige
Kort daarna poseerde ze voor wijdverspreide volwassenentijdschriften, voor Penthouse in dezelfde editie van september 1984 waarin Miss America 1984, Vanessa Williams, poseerde. Ze begon daarna al snel in pornofilms te spelen. Haar eerste film was What Gets Me Hot! gevolgd door Those Young Girls en Talk Dirty To Me Part III, allemaal gemaakt in de eerste helft van 1984. Lords' jonge verschijning en enthousiaste seksuele prestaties lanceerden haar tot het sterrendom. Tegen de tijd dat ze 18 was, had ze in 100 pornofilms meegespeeld. Lords brengt echter in haar autobiografie naar voren dat ongeveer 80 van die films waren samengesteld uit overgebleven en bewerkt materiaal van de originele 20 films die geschoten waren.
In 1984 was Ronald Reagan voor de tweede keer tot president van de VS gekozen. Hij dankte zijn herverkiezing mede aan de streng protestants-christelijke Amerikanen, een bevolkingsgroep die fel stelling nam tegen de pornogolf die het land overspoelde. Mede door hun invloed gaf de Amerikaanse justitie in 1986 hoge prioriteit aan de bestrijding van porno.
Tegen die tijd was Traci Lords, wier films ongeveer tien keer beter verkochten dan die van andere beroemde pornoactrices, uitgegroeid tot het boegbeeld van de Amerikaanse porno-industrie.
In mei 1986 ontdekten de autoriteiten dat ze minderjarig was gedurende het maken van de films en arresteerden haar, samen met de eigenaars van haar filmagentschap en X-citement Video, Inc.
Gezien de antipornopolitiek van de regering Reagan ontketende de Amerikaanse justitie een ware heksenjacht. Iedereen die met de minderjarige Traci Lords porno had gemaakt, acteurs, actrices, regisseurs, filmers en producenten, werden er nerveus van. Een aantal van deze mensen belandde in de gevangenis.
De daaropvolgende rechtsvervolging tegen de agentschappen kostte de porno-industrie miljoenen dollars aangezien de wet hen verplichtte honderden of duizenden video's, films en tijdschriften van haar uit de winkelschappen te verwijderen om de aanklacht wegens kinderporno te ontlopen. Deze enorme schade leidde zelfs tot diverse faillissementen.
In haar boek beschuldigde Lords de filmproducenten en de media van hypocrisie. Volgens haar zeggen is de porno-industrie juist rijker geworden door de publiciteit van het schandaal, ook al klaagden ze over het grote verlies aan geld dat ze leden door het vernietigen van haar illegale films. Lords voelde zich ook uitgebuit door verslaggevers, die gecensureerde beelden uit haar onwettige films gebruikten. Lords zelf is nooit vervolgd, aangezien ze als minderjarige niet in staat was goedkeuring te verlenen voor seksuele verrichtingen op film voor geld. In plaats daarvan werden de agenten en producenten die haar valse identiteit accepteerden vervolgd en personen die betrokken waren bij haar films ondervonden jarenlang problemen inzake haar minderjarigheid. Uiteindelijk was het Amerikaanse ministerie van justitie gedwongen alle beschuldigingen te seponeren toen bekend werd dat het valse identiteitsbewijs, dat Lords had gebruikt om zich in de porno-industrie te identificeren, een Amerikaans paspoort op naam van Kristie Elisabeth Nussman was, de naam die ze als haar officiële identiteit had opgegeven. Met dat identiteitsbewijs had ze zich nl ook kunnen legitimeren voor het verkrijgen van een rijbewijs.
Zoals zoveel sterretjes van die tijd kreeg Lords salaris betaald voor haar verschijningen in pornofilms maar verkreeg niet de rechten van die films.
Volgens haar autobiografie verdiende ze in totaal 35.000 dollar aan de films, inclusief de 5.000 dollar die ze ontving voor haar verschijning in Penthouse. Het meeste van dit geld is aan drugs gespendeerd. Ook ging het geld uit naar een zwarte Corvette die haar vriend daar later bij optelde.
Voor haar laatste paar films vormden haar veel oudere vriend Stewart Dell en zij de "Traci Lords Company", waar haar vriend de films produceerde. Lords ontving een gering salaris maar verkreeg ook rechten over deze films.
Slechts één van deze films, Traci, I Love You, werd geproduceerd na haar achttiende verjaardag; dit maakt het de enige film die nog legaal verkrijgbaar is in Amerika. Later, na haar arrestatie, verkocht Lords haar rechten van deze film voor $ 100.000.
Dit heeft geleid tot beschuldigingen dat Lords zelf de autoriteiten heeft getipt om te zorgen dat ze niet zou worden vervolgd terwijl ze wel profiteert van de film.
Er is hier echter nooit bewijs voor gevonden. Lords ontkent deze beschuldigingen in haar autobiografie en beweert dat ze niet vrijwillig haar rechten heeft verkocht aangezien ze in die tijd probeerde een serieuze actrice te worden en niet wou dat een van haar oude films nog verkrijgbaar was. Ook schrijft ze dat ze niemands echte naam wist of wie welke film produceerde en niet zulke informatie aan de FBI heeft geleverd. De FBI-agenten reageerden geërgerd toen ze hen geen informatie kon leveren die ze wilden. Ze zegt dat de agenten haar gedurende drie jaar hebben gecontroleerd.
De officier van justitie verklaarde dat Lords het slachtoffer was van een manipulatieve industrie gesteund op het feit dat ze ten tijde onder invloed van drugs was en gedwongen werd niet-toegestane handelingen te verrichten. Maar industrie-ingewijden Ron Jeremy, Ginger Lynn en Tom Byron zeggen dat ze haar nooit drugs zagen gebruiken en dat ze volledig bewust was van haar handelingen ook al kon ze als minderjarige niet wettig toestemmen. Terwijl Lords de pornowereld openlijk afkeurt blijft ze haar pornonaam houden en maakt ze die zelfs tot haar wettige naam. Ze schrijft: "Ik kies ervoor niet meer te vluchten. Ik heb het verworven door wettig mijn naam in Traci Elizabeth Lords te wijzigen. Dat is wie ik was en wie ik ga zijn." Lords verklaart dat ze niet probeert te vluchten voor het verleden door te vertellen aan Oprah Winfrey: "Ik ontdekte dat je kan rennen maar niet kan vluchten".

### Een nieuw begin
Van 1986 tot 1988 leefde Traci Lords teruggetrokken. Ten eerste omdat ze zich door een psychotherapeut liet behandelen.
Ten tweede leefde Lords teruggetrokken om de maffia te ontlopen. De Amerikaanse maffia had grote financiële belangen in de Amerikaanse porno-industrie; hierboven is aangegeven hoe zwaar die door Traci werden beschadigd. Zodoende zullen er momenten zijn geweest waarop Traci Lords voor haar leven vreesde.
Lords begon in conventionele films te spelen en verscheen in verscheidene B-films. Op 18-jarige leeftijd begon ze te studeren aan het Lee Strasberg Theatre Institute, en kort daarna verscheen ze in de nieuwe versie van Roger Cormans cultfavoriet Not Of this Earth. In 1990 werd ze toegevoegd aan de cast die bestond uit Johnny Depp, Ricki Lake en Iggy Pop in Cry-Baby van John Waters; ze speelde de rol van Wanda Woodward. Andere films waarin ze verscheen zijn Blade, Extramarital, Black Mask 2: City of Masks en Chump Change. De laatste bezorgde haar de prijs voor beste actrice bij the U.S. Comedy Arts Festival.
Naast films heeft Lords ook haar opwachting gemaakt in verscheidene televisieseries zoals Married... with Children, MacGyver, Highlander, Tales from the Crypt, Hercules: The Legendary Journeys, Gilmore Girls en Will & Grace gepaard met andere series, met terugkerende rollen in Profiler, Roseanne en Melrose Place.
Van eind 2000 tot 2001 verscheen Lords in de door Francis Ford Coppola geproduceerde scifiserie First Wave waarin ze Jordan Radcliffe speelde, nieuwste lid van een groep genaamd Raven Nation die tegen buitenaardse wezens vecht.
In de jaren negentig begon Lords ook een zangcarrière te ontwikkelen. Ze zong de vocalen op de single "Little Baby Nothing" van de Manic Street Preachers en verscheen
in muziekvideo's van andere artiesten en groepen. In 1995 maakte Lords haar solodebuut in samenwerking met Juno Reactor en Jesus Jones' Mike Edwards met de cd genaamd 1000 Fires. Juno Reactor produceerde de eerste single genaamd "Control" en het bleek een groot succes, het bereikte de nummer 2 van the Billboard Dance Charts. De single "Control" werd gebruikt in de tot film bewerkte game Mortal Kombat uit 1995, dat het liedje instrumentaal speelde. "Fallen Angel", de tweede single van het album verkreeg veel aandacht door zijn remixen ("Honeymoon Stitch Mix") werd geproduceerd en geremixt door Chad Smith en Dave Navarro. De video voor "Fallen Angel" werd geregisseerd door Stéphane Sednaoui die ook de populaire video's van de Red Hot Chili Peppers "Give It Away" en Madonna's "Fever" regisseerde.
Lords keerde in 2004 terug naar de muziekwereld met een nieuwe, onafhankelijke opname, de tweekantige A-zijde "Sunshine".
In 2003 publiceerde ze haar autobiografie: Traci Lords: Underneath It All (ISBN 0-06-050820-5), die het tot New York Timesbestsellerslijst schopte. In december 2003 schreef en regisseerde Lords een korte film met Fox Searchlab genaamd Sweet Pea, uitgebracht en verschenen op filmfestivals in 2005. De film is losjes gebaseerd op een ervaring vermeld in haar autobiografie; een tienermeisje wordt overvallen door twijfel na te zijn verkracht door haar vriend.

### Persoonlijk leven
Op 7 oktober 2007 kreeg Lords een zoon, haar eerste kind van haar en haar echtgenoot Jeff Lee.

## Filmografie

### Film
- Excision (2012) – Phyllis
- Princess of Mars (2009) – Dejah Thoris
- Zack and Miri Make a Porno (2008) – Bubbles
- Your Name Here (2008) – Julie
- The Chosen One (2007, stem) – Ms. Sultry
- Crazy Eights (2006) – Gina Conte
- Novel Romance (2005) – Max
- Frostbite (2005) – Naomi Bucks
- Home (2003) – Lorna
- Black Mask 2: City of Masks (2002) – Chameleon
- You're Killing Me... (aka: The Killing Club) (2001) – Laura Engles
- Chump Change (2001) (as Traci Elizabeth Lords) – Sam
- Certain Guys (2000) – Kathleen
- Epicenter (2000) (as Traci Elizabeth Lords) – Amanda Foster
- Extramarital (1999) – Elizabeth
- Me and Will (1999) – Waitress
- Blade (1998) – Racquel
- Boogie Boy (1998) – Shonda Lee Bragg
- Stir (1997) – Kelly Bekins
- Nowhere (1997) – Vallei grietje #1
- Blood Money (1996) – Wendy Monroe
- Underworld (1996) – Anna
- Virtuosity (1995) – Media Zone zangeres
- Skinner (1995) – Heidi
- Ice (1994) – Ellen Reed
- Serial Mom (1994) – Carl's date
- Plughead Rewired: Circuitry Man II (1994) – Norma
- Desperate Crimes (1993) – Laura
- Intent to Kill (1993) – Vickie Stewart
- Laser Moon (1992) – Barbara Fleck
- The Nutt House (1992) – Miss Tress
- Raw Nerve (1991) – Gina Clayton
- A Time to Die (1991) – Jackie
- Cry-Baby (1990) – Wanda Woodward
- Shock 'Em Dead (1991) – Lindsay Roberts
- Fast Food (1989) – Dixie Love
- Not of This Earth (1988) – Nadine Story

### Televisie
- Point of Entry (2007) (Brianna Fine)
- Celebrity Paranormal Project (2006) – zichzelf
- X-Rated Ambition: The Traci Lords Story (2003) – zichzelf (archiefbeeld) (documentaire)
- Gilmore Girls (2003) (als Traci Elizabeth Lords) – Natalie Zimmermann
- Deathlands (2003) – Lady Rachel Cawdor
- They Shoot Divas, Don't They? (2002) (als Traci Elizabeth Lords) – Mira
- First Wave (2000-01) (als Traci Elizabeth Lords) – Jordan Radcliffe
- D.R.E.A.M. Team (1999) (als Traci Elizabeth Lords) – Lena Brant
- Profiler (1997-1998) – Sharon Lesher
- Dead Man's Island (1996) – Miranda Prescott
- As Good as Dead (1995) – Nicole Grace
- Melrose Place (1995) – Rikki
- Dragstrip Girl (1994) – Blanche
- Roseanne (1994) – Stacy
- Bandit: Bandit's Silver Angel (1994) – Angel Austin
- Highlander: The Series (1993) – Greta
- The Tommyknockers (1993) – Nancy Voss (miniserie)
- Murder in High Places (1991) – Diane
- Married... with Children (1991) – Vanessa Van Pelt

### Videogames
- Hitman: Absolution (2012) – Layla Stockton
- True Crime: New York City (2005) – Cassandra Hartz
- Ground Control II: Operation Exodus (2004) – Dr. Alice McNeil
- Four Horsemen of the Apocalypse (2004) – Pestilence
- Defender (2002) – Commander Kyoto

### Voornaamste pornografische films
- What Gets Me Hot! (1984) – Lannie (haar eerst pornofilm)
- A Night of Loving Dangerously (1984) Janice
- Talk Dirty To Me Part III (1984) – Mermaid
- Open Up Tracy (1984) – Tracy
- Those Young Girls (1984) – Traci
- Black Throat (1985) – Debbie
- Electric Blue 28 (1985) – Nikki (scènes verwijderd)
- Future Voyeur (1985)
- Love Bites (1985)
- The Grafenberg Spot (1985)
- Hollywood Heartbreakers (1985)
- Kinky Business (1985)
- Sister Dearest (1985)
- It's My Body (1985) – Maggie
- New Wave Hookers (1985) – The Devil (later heruitgegeven met Lords' scènes vervangen door nieuwe scènes met Ginger Lynn)
- Traci Takes Tokyo (1986) – Traci
- Beverly Hills Copulator (1986) – Michelle Leon (vermeld als Tracy Lords)
- Traci, I Love You (1987) – Traci (volgens de Amerikaanse wet haar enige legale film)

## Discografie
- "Sunshine" (2004) (vocalen)
- 1000 Fires (1995) (cd)
- Fallen Angel (1995) (cd-single en vinyl LP)
- Acid Eaters (1993, Ramones-album) (achtergrond vocalen op "Somebody to Love")
- Generation Terrorists (1991, Manic Street Preachers-album) (vocalen op "Little Baby Nothing")

## Publicaties
- Traci Lords: Underneath It All (HarperCollins, 2003)

## Eerbetuigingen
- De punkrockband Sloppy Seconds schreef het liedje "Come back, Traci", waarin werd beschreven dat ze liefhebber waren van Lords' optreden als minderjarige in de pornografie.
- Lords leende haar stem voor het lied "Little Baby Nothing" van de Manic Street Preachers van het album Generation Terrorists uit 1992 en uitgebracht als single in november van dat jaar. Het lied gaat over de seksuele uitbuiting van vrouwen, Lords stemde ermee in een duet met de zanger van de band James Dean Bradfield op te nemen nadat Kylie Minogue dat had afgewezen. Bradfield vertelde dat "we iemand nodig hadden, een symbool, een persoon die op een bepaalde manier de tekst kan symboliseren en rechtvaardigen. Traci deed het met alle plezier. Ze zag de tekst en had er meteen affiniteit mee. Het was zeker makkelijk om haar persoonlijkheid in de tekst te verwerken. We wilden gewoon een symbool voor het liedje en ik vind dat ze een fantastisch symbool was. Ze klinkt voor mij als een vrouwelijke Joey Ramone." Lords zei: "Ik luisterde naar het bandje en kon me echt identificeren met het personage in het liedje (…) dat jonge meisje dat haar hele leven door mannen is uitgebuit en misbruikt." In een interview enkele jaren later gaf ze toe zich zorgen te maken over het nieuws van de verdwijning en veronderstelde zelfmoord van Manics' gitarist/tekstschrijver Richey James Edwards.
- Een Duitse punkmetalband is vernoemd naar de actrice, alhoewel de spelling is veranderd naar "Traceelords".
- Mötley Crüe schreef over haar op hun album Girls, Girls, Girls uit 1987. Het liedje "All In The Name Of …" noemt haar niet bij naam maar is gebaseerd op haar pornocarrière als minderjarige.
- Fragmenten van haar gekreun zijn te horen in het liedje "Stone Cold Bush" van de Red Hot Chili Peppers.
- Countryzanger Ronnie Mack nam in 1985 een single op getiteld "I love Traci Lords", dat een gesproken introductie van Traci zelf bevatte. Ze verschijnt op de cover van de single.
- Een hardrockmetalband in de jaren tachtig, gevormd door Pantera's originele zanger (Terry Glaze), noemde zichzelf Lord Tracy.
- De Spaanse punkband The Killer Barbies nam een liedje op getiteld "Traci Lords".
- Brooklyns ondergrondse rapper Necro vermeldt haar in zijn pornogerelateerde liedje "Get On Your Knees".
- Lords was samen met wijlen John Holmes een inspiratie voor het personage van Dirk Diggler in de film Boogie Nights.
- Direct nadat Lords was gearresteerd voor optredens als minderjarige in pornofilms, merkte Late Nighttalkshowhost David Letterman in zijn monoloog op: "Iedereen die denkt dat ze een minderjarige is, heeft nooit een film van haar gezien.
- The klezmerband The Kabalas noemde een liedje "Traci Lords Polka" op hun album Eye of Zohar.
- De hardrockband Vanderbuyst nam een nummer op getiteld "Traci Lords".

## Referentie
1. ↑  Traci Lords welcomes a son : Celebrity Baby Blog. Gearchiveerd op 13 december 2007. Geraadpleegd op 5 oktober 2009.

- Bibsys: 6015599
- Biblioteca Nacional de España: XX1090160
- Bibliothèque nationale de France: cb139500067 (data)
- CiNii: DA15061326
- Gemeinsame Normdatei: 119448025
- International Standard Name Identifier: 0000 0001 1455 9647
- Library of Congress Control Number: no2001042902
- MusicBrainz: e723914e-7ce7-4cbb-ba43-b09d436f6362
- Bibliotheek van het Japanse parlement: 00990198
- Nationale bibliotheek van Australië: 42936753
- Nationale Bibliotheek van Israël: 987012384890605171
- Nederlandse Thesaurus van Auteursnamen: 272742937
- SNAC: w6b935r3
- Trove: 1458543
- Virtual International Authority File: 118892012
- WorldCat: E39PBJpV7tPyjCyBd9xFVPYF8C